# Pas szahida

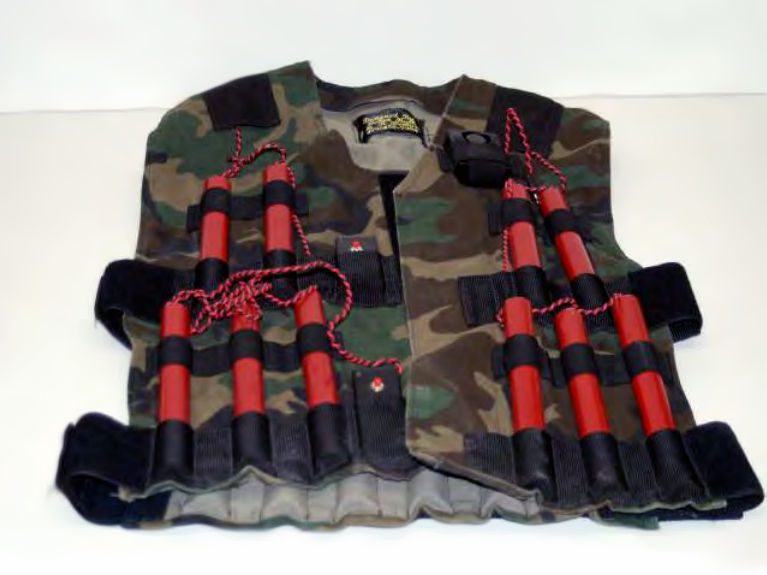
Pas szahida

Pas szahida (od arab. شَهيد‎, šahīd - męczennik)  – rodzaj pasa lub kamizelki z materiałem wybuchowym oraz detonatorem. Używany do przeprowadzania ataków samobójczych (współcześnie głównie przez zamachowców terrorystów).